# E-Pusher
E-pusher er en e-bog, skrevet af iværksætteren Martin Thorborg. Bogen handler om, hvordan man sælger mere på nettet. Bogen udkom første gang i efteråret 2006 og er pr. november 2008 solgt i mere end 1.500 eksemplarer.[kilde mangler]

## Eksterne links
- Officiel hjemmeside Arkiveret 7. februar 2009 hos  Wayback Machine

| Bog | Spire Denne artikel om bøger og tidsskrifter er en spire som bør udbygges. Du er velkommen til at hjælpe Wikipedia ved at udvide den. |